# Regimiento de Caballería de Tanques 8
El Regimiento de Caballería de Tanques 8 "Cazadores Gral. Necochea" (RC Tan 8) es una unidad de caballería del Ejército Argentino con asiento en el cuartel de ejército en Magdalena, Provincia de Buenos Aires, y dependiente de la I Brigada Blindada "Brig. Gral. Martín Rodríguez", en el marco de la 3.ª División de Ejército "Tte. Gral. Julio Argentino Roca".

## Historia

### Orgánica
En 1826 se creó por decreto del presidente Bernardino Rivadavia.
Entre 1904 y 1907 se desempeñó como escolta presidencial.
Se crea en 1936 la 1.ª División de Caballería en Campo de Mayo, compuesta por el RC 8, RC 2 y RC 10, y que en 1948 pasa a 1.ª División Blindada, con tanques M4 Sherman fabricados en Estados Unidos. En el año 1963 se disuelve la división blindada y se genera la I Brigada de Caballería con asiento en Tandil.
Desde su creación sus asentamientos de paz fueron: Buenos Aires en 1826, Córdoba en 1856 y se recreó en 1893, guarneciendo en distintos puntos de la frontera interior, a principios de siglos se trasladó a la guarnición Buenos Aires, posteriormente Guarnición Militar Campo de Mayo, en 1953 se trasladó a la Provincia de Corrientes, trasladándose por último a su actual lugar la ciudad de Magdalena en 1959.

### Operaciones
El Regimiento de Caballería 8 integró el Ejército de los Andes que comandaba el general José de San Martín. Combatió en la batalla de Chacabuco donde los patriotas se impusieron sobre los realistas.

#### Guerra de la Triple Alianza
En 1861 el 1.er Escuadrón del Regimiento 8 participó en las acciones militares contra el Paraguay. Se tomó parte en la batalla del paso de la Patria, el combate de Ensenaditas y la batalla de Tuyutí.

#### Operación Independencia
El Regimiento de Caballería de Tanques 8 integró el Agrupamiento A que se desplazó a la provincia de Tucumán por orden del Comando General del Ejército para reforzar la V Brigada de Infantería que llevaba adelante el Operativo Independencia. El Agrupamiento A se turnaba con los Agrupamientos B y C, creados para el mismo fin.

#### Operación Soberanía y conflicto del Atlántico Sur
En 1978 y por motivo del riesgo de guerra con la República de Chile, el RCT-8 se movilizó a la localidad de Choele Choel, Provincia de Río Negro, donde permaneció hasta 1979.
En 1982 y por la Guerra de Malvinas el RCT-8 nuevamente se mueve, esta vez a la Provincia de Santa Cruz.

## La llegada del TAM
En el año 1981 el RC Tan 8 fue la primera unidad en recibir tanques TAM. El regimiento equipa sus dos escuadrones con VC TAM y el escuadrón comando un TAM VCPC y un TAM VCTM. En 2024 el regimiento recibió los primeros ejemplares de la modernización TAM 2C-A2.

## Organización
- Escuadrón de Tanques "B" (Esc Tan B)
- Escuadrón de Tanques "C" (Esc Tan C)
- Escuadrón Comando y Servicios (Esc Cdo Ser)
- Banda Militar "Río Encuentro" (Bda Mil Río Encuentro)

## Material
- VC TAM cañón 105 mm
- VC TAM 2C-A2 cañón 105 mm [7]
- VC TAM VCPC
- VC TAM VCTM 120 mm
- Mercedes-Benz G230